# Uccio De Santis
Uccio De Santis (Ruvo di Puglia, 12 settembre 1965) è un attore, comico e cabarettista italiano.
Ha dato vita alla sitcom Mudù in onda su Telenorba e Teledue.

## Biografia
Appassionato di spettacolo sin da bambino, quando recita in numerosi spettacoli a livello parrocchiale, comincia la sua carriera di comico realizzando spettacoli comici in giro per la Puglia, al fianco del suo amico e futuro collega Emanuele Tartanone  e con Bianca Guaccero.
Nel 1997 si esibisce nella Festa D'Estate, che coinvolge la cittadinanza e il pubblico accorso a Bari per i XIII Giochi del Mediterraneo. Viene conosciuto a livello nazionale a partire dal 1998 grazie alla partecipazione alla sesta edizione del programma La sai l'ultima? su Canale 5 con Gerry Scotti e Natalia Estrada. Viene richiamato con lo stesso cast anche per le edizioni successive: nel 2000, per l'ottava edizione presentata dalla stessa Estrada e da Gigi Sabani e nel 2019 per la nona edizione condotta da Ezio Greggio.
Nel 2000 dà vita a Mudù, la sitcom televisiva in onda su Telenorba in cui racconta barzellette in piccoli cortometraggi. Nel cast si sono susseguiti diversi comici, tra i quali Umberto Sardella, Emanuele Tartanone, Giuseppe Guida, Gaetano Porcelli, Mariolina De Fano e altri. Guest star in alcune edizioni sono stati Bianca Guaccero, Ninni Di Lauro e Tiziana Schiavarelli.
Nel 2003 è la volta di Su & Giù - Il tour del Mudù, varietà di barzellette per le emittenti del gruppo Telenorba.
Nel 2004 fa la sua comparsa nel film Le barzellette di Carlo Vanzina, nel ruolo di Pinardi, al fianco di Gigi Proietti, Carlo Buccirosso e Giuseppe De Rosa e nel 2005 appare nella fiction Il giudice Mastrangelo con Diego Abatantuono e Amanda Sandrelli.
Si dedica anche alla pubblicità ed è testimonial per la campagna Ninfole Caffè (negli anni 2005-2006). Nell'ottobre del 2008 partecipa ad alcune puntate di Volami nel cuore, programma di varietà di Rai Uno con Pupo e Biagio Izzo.
Nel 2010 con Antonio Andrisani gira il film Natale con chi vuoi  - costituito da sei episodi - dove figura anche Dante Marmone e nel 2012 è protagonista del film Non me lo dire, titolo che riprende il tema di una sigla di Mudù e ricorda quello del film del 1940, con Macario e Tino Scotti. Nel 2014 partecipa con la collega Antonella Genga ad una puntata del programma Applausi intervistato da Gigi Marzullo.
Nel 2014 recita anche in un episodio della fiction Rex, trasmesso su Rai 2, mentre nel 2016 compare nel primo episodio della decima stagione di Un medico in famiglia.
È stato spesso ospite di trasmissioni televisive di Rai 1, come La vita in diretta, Storie italiane e I soliti ignoti, Oggi è un altro giorno.
Nella stagione 2019-2020 entra nel cast del programma di Rai 2 Made in Sud.
Nell'estate 2025 dal 11 agosto per 10 puntate alle ore 21 su Rai 2 va in onda la sua SitCom:  Mudù.  (sostituendo TG2 Post).

## Curiosità
Ha lanciato la sua web tv intitolata "Mudù - Risate dal Sud" tematica dedicata alla sua Sitcom, visibile in streaming su molte piattaforme tra cui Samsung TV Plus.

## Vita privata
Sposato con Dora Di Leo, ha due figlie, Simona (1996) e Roberta (1997), quest'ultima attrice.

## Filmografia

### Cinema
- Le barzellette, regia di Carlo Vanzina (2004)
- Nicola, lì dove sorge il sole, regia di Vito Giuss Potenza (2006)
- Natale con chi vuoi, regia di Vito Cea (2009)
- Non me lo dire, regia di Vito Cea (2012)
- La matricola, regia di Nicola Conversa (2014)
- Effetti indesiderati, regia di Claudio Insegno (2015)
- Io che amo solo te, regia di Marco Ponti (2015)
- Belli di papà, regia di Guido Chiesa (2015)
- Loro chi?, regia di Francesco Miccichè e Fabio Bonifacci (2015)
- Mi rifaccio il trullo, regia di Vito Cea (2016)
- La cena di Natale, regia di Marco Ponti (2016)
- Natale a Londra - Dio salvi la regina, regia di Volfango De Biasi (2016)
- Ricchi di fantasia, regia di Francesco Miccichè (2018)
- La Grande Guerra del Salento, regia di Marco Pollini (2021)
- L'amore ti salva sempre, regia di Antonio Andrisani e Vito Cea (2022)
- Il mammone, regia di Giovanni Bognetti (2022)

### Televisione
- Mudù – sitcom, 11 stagioni (Telenorba e Teledue, 2000-)
- Il giudice Mastrangelo – serie tv, episodio 01x04 (Canale 5, 2005)
- Robin Uccio – serie tv (Telenorba e Teledue, 2006)
- Rex – serie tv, episodio 07x11 (Rai 2, 2014)
- Un medico in famiglia – serie tv, episodio 10x01 (Rai 1, 2016)

## Programmi televisivi
- La sai l'ultima? (1998-1999-2000-2019)
- Corri-da Uccio (2000)
- La rosa blu (2001)
- Stasera con Uccio (2002-2006[8], 2021[9])
- Su e giù con Mudù (2003)
- L'ostaggio (2007)
- Stasera mi butto (2007)
- Volami nel cuore (2008)
- Premio Barocco (2012)
- Made in Sud (2019-2020, 2022)

## Teatro
- Non tutti i ladri vengono per nuocere (2014)
- Vi racconto 15 anni di Mudù (2015)
- Stasera con Uccio - Vi racconto il mio Mudù (2019)
- Non so che fare prima (2019-2022)

## Discografia

### Album in studio
- 2016 – Le sigle del mudù[10]